# Reial Societat de Futbol (femení)
La Reial Societat de Futbol (femení) o Real Sociedad Femenino (Reial Societat Femení en català) és la secció femenina de la Reial Societat, un club de futbol de San Sebastià.
Juga des de la temporada 2006/07 a la Primera Divisió espanyola, on el seu millor resultat fins ara es una cinquena posició a la 2015/16. A la Copa de la Reina va ser semifinalista a la 2010/11.

## Palmarès
- 1 Copa Euskal Herria: 2012